# Brujas (telenovela peruana)
Brujas es una telenovela peruana creada por Miguel Zuloaga, producida por ProTV Producciones y América Televisión, y disponible por la plataforma de streaming Vix. Es una adaptación contemporánea de las historias de tres brujas y tres princesas de cuentos clásicos: Rapunzel, La Cenicienta y La Bella Durmiente; además de varios personajes más de otros cuentos de hadas o historias fantásticas.
Está protagonizada antagónicamente por Katerina D'Onofrio, Ana Cecilia Natteri, Patricia Portocarrero y Andrea Luna junto a Ximena Palomino, Priscila Espinoza, Tatiana Calmell, Gabriel González, Juan Ignacio Di Marco y Alejandro Roca Rey.

## Sinopsis
Érase una vez tres princesas que buscaron su felices por siempre pero en medio del camino se toparon con la horma de sus zapatos de cristal, tres mujeres que les hicieron la vida imposible que se les conoce también por el nombre de brujas.

## Reparto

### Principales
- Ana Cecilia Natteri como Elvira Hurtado (Basada en Gothel de Rapunzel): Ama de llaves de la familia La Torre y nana de Rapunzel y Felipe a quien quiere como a un hijo. Odia a Rapunzel porque considera que destruyó la vida de Felipe quien fue dejado de lado por sus padres en favor de los cuidados especiales que requería Rapunzel debido a su enfermedad. Se descubre también que es una bruja portadora de magia negra a la cual logra acceder forjando una conexión especial con su «Maestro».
- Katerina D'Onofrio como Sara Montes / Morgana Montenegro (Basada en el Hada Malvada de La Bella Durmiente): Poderosa empresaria dueña de «La Rueca». También es una bruja portadora de magia negra que tiene una conexión especial con su «Maestro». Organiza una venganza contra tres de sus excompañeros especialmente Bernardo debido a que fue humillada por ellos en su fiesta de graduación lo que resultó en la muerte de su abuela lo que a su vez despertó su poder de bruja. Como parte de su venganza, contrata en su empresa a Aurora, hija de Bernardo, como su asistente para explotarla y humillarla.
- Patricia Portocarrero como Maldina Espinoza Troncoso (Basada en la Madrastra Malvada de La Cenicienta): Madrastra de Danielle, madre de Zamara y Úrsula y mejor amiga de Ada. Le hace la vida imposible a Danielle por considerarla un estorbo pero también llega a ser tolerante con ella. Sufre de triple personalidad habiendo adoptado las personalidades de sus tres parejas fallecidas por lo que cambia constantemente entre ser depresiva, amarga y optimista. Es también una bruja durmiente que siente la magia por primera vez tras comprar la casa de Morgana.
- Andrea Luna como Zamara Machuca Espinoza (Basada en la Hermanastra Malvada de La Cenicienta): Hermanastra de Danielle a la que odia, maltrata y humilla constantemente debido a su obsesión por Felipe y sus celos y envidia hacia Danielle.
- Tatiana Calmell como Danielle Coronado (Basada en la princesa titular de La Cenicienta): Una joven que vive oprimida bajo los maltratos y las humillaciones de su madrastra y su hermanastra quienes las tratan como su sirvienta.
- Alejandro Roca Rey como Felipe La Torre Ramírez (Basado en el Príncipe Encantador de La Cenicienta): Hermano de Rapunzel y enamorado de Danielle. Se cansa de ser el «chico bueno» debido a las mentiras que rodean a su familia por lo que se aleja de sus padres y engaña a Danielle con Zamara.
- Priscila Espinoza como Violeta Coronado / Rapunzel La Torre Ramírez (Basada en la princesa homónima de Rapunzel): Una joven con el cabello demasiado largo y una fascinación por las violetas que vive encerrada en su casa y postrada en una silla de ruedas debido a su extraña enfermedad.
- Juan Ignacio Di Marco como Arturo Villarreal Castilla (Basado en el Príncipe Encantador de Rapunzel): Interés amoroso de Rapunzel quien lucha por su amor.
- Ximena Palomino como Aurora Rosales Palomino (Basada en la Princesa Aurora de La Bella Durmiente): Una joven entusiasta que sufre de narcolepsia desde niña quedándose dormida durante períodos cortos o largos en cualquier momento del día.
- Gabriel González como Gabriel Hidalgo (Basado en el Príncipe Encantador de La Bella Durmiente): Mejor amigo de Aurora que con el paso del tiempo va descubriendo que lo que siente por Aurora no son solo sentimientos de amistad.
- Leslie Stewart como Diana Ramírez Picilli (Basada en la Reina de Rapunzel y La Cenicienta): Madre biológica de Felipe y madre adoptiva de Rapunzel. Tras descubrir el origen de Rapunzel le confiesa la verdad a Ada.
- Sergio Galliani como Carlos La Torre (Basado en el Lobo Feroz de Caperucita Roja y el Rey de Rapunzel y La Cenicienta): Alcalde de la Ciudad de los Reyes. Padre biológico de Felipe y padre adoptivo de Rapunzel. Se ve envuelto en líos de corrupción y hace de todo para silenciar a Victoria.
- Jimena Lindo como Fiorella Espinoza Troncoso (Basada en la madre fallecida de Hansel y Gretel): Capitana de policía. Hermana de Maldina y madre de Gretel quien perdona a Tony y vuelve con él tras cerciorarse que realmente ha cambiado.
- César Ritter como Tony Guerrero (Basado en el Leñador de Hansel y Gretel): Mano derecha de Carlos y padre de Gretel.
- Fiorella Díaz como Elisa Palomino (Basada en la Reina de La Bella Durmiente): Madre de Aurora y esposa de Bernardo con quien lleva una relación difícil.
- William Bell-Taylor como Bernardo Rosales Bermejo (Basado en el Rey de La Bella Durmiente): Padre de Aurora y esposo de Elisa. En el pasado, se enamora de Morgana pero inconcientemente termina haciéndole daño al permitir que sus amigos se burlen de ella por lo que años después se vuelve víctima de su venganza.
- Giuliana Muente como Úrsula Machuca Espinoza (Basada en la Hermanastra Benigna de La Cenicienta): Hermanastra de Danielle y enamorada de Chuncho.
- Guillermo Castañeda como Benito Corchuelo Zapata «Chuncho» (Basado en uno de los Siete Enanitos de Blancanieves): Compañero de Gringo y enamorado de Úrsula.
- Bernardo Scerpella como Alfonso Madero Clemente «Pinocho» (Basado en el personaje titular de Las aventuras de Pinocho): Asistente de limpieza de «La Rueca».
- Lilian Schiappa-Pietra como Mía Rivera: Roonmate de Gabriel. Se interesa en Arturo e intenta de todo para separarlo de Rapunzel.
- Monserrat Brugué como Ada Coronado (Basada en el Hada Madrina de La Cenicienta y la Reina de Rapunzel): Madre biológica de Rapunzel y tía y madrina de Danielle a quien cuida y protege como una hija.
- Alessa Wichtel como Victoria Tucci (Basada en el personaje titular de Caperucita Roja): Mejor amiga de Rapunzel y examante de Carlos.
- Alicia Mercado como Paula: Expareja de Gabriel.
- Willy Gutiérrez como Giuseppe Madero «Gepetto» (Basado en el personaje homónimo de Las aventuras de Pinocho): Carpintero y padre adoptivo de Pinocho.
- Uma Mikati como Gretel Guerrero Espinoza (Basada en Gretel de Hansel y Gretel): Hija de Fiorella y Tony.
- Germán «Manchi» Ramírez como Jefferson López «Gringo» (Basado en uno de los Siete Enanitos de Blancanieves): Compañero de Chuncho.
- Pablo Saldarriaga como Damián Hurtado (Basado en uno de los Siete Enanitos de Blancanieves): Hijo fallecido de Elvira que se presenta ante ella como fantasma.
- Claudio Calmet como Dr. Hugo Román: Psiquiatra que se convierte en la pareja de su paciente Maldina.
- Saskia Bernaola como Federica Zorrilla: Exestafadora y enemiga de Maldina. Adquiere una tienda en la cual contrata a Danielle.

### Recurrentes e invitados especiales
- Amy Gutiérrez como Alicia Barrionuevo (Basada en Alicia de Las aventuras de Alicia en el país de las maravillas): Chica divertida, alocada y liberal. Es la mejor amiga de Danielle a la que aconseja para que tenga una personalidad más abierta.
- Magaly Bolívar como «La Bruja»: Una bruja buena que trabaja en el mercado y que ayuda a Ada a salvar la vida de Rapunzel.
- Tito Vega como Gordillo: Oficial de policía al mando de la capitana Fiorella.
- Manuel Guerrero como Morales: Oficial de policía al mando de la capitana Fiorella.
- Gia Rosalino como Flora: Compañera de trabajo y amiga de Aurora, Gabriel, Mía y Pinocho.
- Italo Maldonado como Santiago Aragón: El «chico ideal y perfecto» de Aurora quien lo sueña constantemente. Sin embargo, tras conocerse y hacerse novios se revela que es tóxico, abusivo y opresor.
- Óscar Yépez como Ricardo: El esposo de Paula de quien posteriormente se divorcia.
- Rick Núñez como Raúl Albuquerque: Mejor amigo de Bernardo e Ignacio durante su juventud. Junto a ellos organizó un plan para humillar a Sarita lo que terminó en la muerte de su abuela por lo que varios años después termina muriendo siendo víctima de la venganza de Sarita ahora Morgana.
- Ysabel Kamasakari como Pancha «Panchita»: La dueña de la casa que Federica alquila para poner su tienda.
- Marcela Luna como la voz de Carmen: La esposa de Tony.
- María Victoria Santana como la asistente del Dr. Hugo Román.
- Andrea Jacobs como Lidia Clemente Suárez: La madre de Pinocho. En el pasad, abandona su hijo dejándolo al cuidado de su vecino Gepetto. Sin embargo, años después regresa para recuperar el tiempo perdido con su hijo.
- Ramsay Ross como Vicente: Cómplice de Mía quien aturde a Arturo con mentiras y exageraciones sobre la enfermedad de Rapunzel.
- José Miguel Argüelles como Pedro Luis: Estudiante universitario de enfermería y nuevo interés amoroso de Danielle.
- Claret Quea como Virus (Basado en uno de los Siete Enanitos de Blancanieves): Ladrón y antiguo compañero de Chuncho y Gringo.
- Eduardo Pinillos como Tanque (Basado en uno de los Siete Enanitos de Blancanieves): Ladrón y antiguo compañero de Chuncho y Gringo.
- Omar Milla como Goliat (Basado en uno de los Siete Enanitos de Blancanieves): Ladrón y antiguo compañero de Chuncho y Gringo.
- Walter Ramírez como Pistolas (Basado en uno de los Siete Enanitos de Blancanieves): Ladrón y antiguo compañero de Chuncho y Gringo.
- Francisco Donovan como Marlon Carbajal (Flashbacks) (Basado en El Cazador de Blancanieves): Policía corrupto y pareja de Fiorella que se suicida cuando ella descubre todos sus crímenes.
- Jade Durán como Sara «Sarita» Montes (joven).
- César Vásquez como Bernardo Rosales Bermejo (joven).
- Emilio Chuquipiondo como Raúl Albuquerque (joven).
- Aaron Picasso como Ignacio Luque (joven).
- Santiago Valmart como Alfonso Clemente «Pinocho» (niño).
- Roger Cárdenas como el empeñista que atiende a Arturo.
- Pedro Sessarego como un doctor.
- Kilver Cordero como uno de los compañeros de colegio de Sarita, Bernardo, Ignacio y Raúl.